# Juan Bagur
Juan Bagur Coll (Ciudadela, 28 de marzo de 1928-Ciudadela, 13 de noviembre de 2013), también Joan Bagur Coll y conocido como Bagur, fue un portero de fútbol español. Recordado principalmente por su larga etapa en la Real Sociedad, donde fue junto con Eizaguirre y Araquistáin el que ocupó la portería realista durante la década de los años 1950. También jugó en el Real Madrid y el Racing de Santander. En total sumó 151 partidos en la Primera División española entre 1949 y 1961.

## Biografía
Natural de Ciudadela (Menorca, Islas Baleares), donde nació en 1928. Junto con Gabriel Taltavull está considerado por algunos como el mejor futbolista menorquín de la historia.  Fue un guardameta de gran planta y agilidad. Se consideraba él mismo como un portero de la cantera vasca, dado que llegó muy joven al País Vasco y se formó como portero jugando allí.

### Sus inicios en Menorca
Se inició como guardameta jugando con el Club Deporto Robur, un modesto club nacido en el seno de la Unión de Antiguos Salesianos de Ciudadela. En 1945 pasó al principal equipo de su localidad natal, el Club Deportivo Atlético Ciudadela.  Con el Atlético Ciudadela jugó las temporadas 1945-46 y 1946-47, proclamándose campeón de Liga y Copa de Menorca y subcampeón de Baleares.
La primera salida a la península de Juan Bagur se produjo a principios de 1947 en que el FC Barcelona le sometió a una prueba, pero el jugador no aceptó la fórmula de contratación que le ofrecieron los azulgranas. Ese mismo año realizó una exitosa prueba con la Real Sociedad de San Sebastián y firmó con ese club el primer contrato profesional de su carrera.

### Carrera en la Real Sociedad
Bagur estuvo 12 temporadas en la Real, entre 1947 y 1959, de las cuales fue el portero titular en 7 de ellas (1 en Segunda división y 6 en Primera). Jugó 204 partidos con la Real de los cuales 145 fueron en la Primera División española. Aunque no llegó a debutar como internacional en la Real Sociedad llegó a tener como suplentes a dos porteros que sí llegaron a serlo, como Ignacio Eizaguirre y José Araquistáin, lo que prueba su nivel.
Fue a nivel estadístico el portero que más partidos disputó defendiendo la camiseta realista, aunque posteriormente fue superado por varios jugadores. Sigue siendo en la actualidad el quinto portero que más partidos ha jugado con este club, solo por detrás de Arconada (551), Alberto (377), Claudio Bravo (237) y Esnaola  (207).
Su primera temporada en Guipúzcoa la pasó en su mayor parte cedido en el histórico Real Unión de Irún, que jugaba por aquel entonces en Tercera División. A finales de la temporada 1947-48 fue repescado para la disputa de la Copa del Generalísimo de esa temporada y debutó con la Real Sociedad ante el Sevilla FC el 13 de mayo de 1948, teniendo por aquel entonces 20 años de edad.
La temporada siguiente (1948-49) fue uno de los refuerzos clave de cara al ascenso a la Primera División española, ya que la temporada anterior el equipo había perdido la categoría. Así, tras obtener el ascenso debuta con la Real Sociedad en la Primera División española el 4 de septiembre de 1949. Durante la temporada 1949-50 es el guardameta titular del equipo y contribuye de manera decisiva al mantenimiento de la Real Sociedad en Primera.
Sin embargo, en 1950 la Real ficha al exrealista y guardameta internacional Ignacio Eizaguirre, que tras una década triunfando en el Valencia CF, regresaba de esta forma a su casa. La llegada de Eizaguirre deja a Bagur en el banquillo y así durante tres temporadas apenas juega unos pocos partidos el menorquín. En esos años la Real se consolida en Primera y logra en la temporada 1950-51 el quinto puesto en Liga y llegar a la final de Copa.
En la temporada 1953-54 Bagur consigue arrebatarle la titularidad al ya veterano Eizaguirre y durante las 3 temporadas siguientes Bagur será el titular y Eizaguirre el suplente. Son posiblemente las temporadas más brillantes de la carrera del portero menorquín, que sin embargo resultaron mediocres a nivel del club, que pasó sin pena ni gloria por la mitad de la tabla. Durante esas temporadas fue portero suplente en la Selección Nacional Española hasta en 5 ocasiones, pero nunca llegó a debutar como internacional..
En 1956 Eizaguirre se marcha del club y llega un joven y brillante portero, José Araquistáin. Tras una temporada en la que juega principalmente Bagur, al año siguiente es Araquistain quien toma el relevo en la titularidad. Después de dos temporadas relegado a la suplencia por Araquistain, Bagur, de 31 años de edad, pactó con el club su traspaso al Real Madrid. Durante sus últimas tres temporadas fue el capitán del equipo txuri-urdin.

### Etapa en el Real Madrid
En 1959 Bagur ficha por el Real Madrid, equipo a cuya disciplina pertenecerá durante tres temporadas. Cuando Bagur llegó a la Casa Blanca era perfectamente consciente de que iba a tener complicada la titularidad en el club, porque este tenía ya en nómina dos porteros de gran categoría:el vasco Juanito Alonso y el argentino Rogelio Antonio Domínguez.  En su primer año solo llegó a jugar 2 partidos en la Liga, siendo suplente del argentino Domínguez. En su segunda campaña, aunque el veterano Alonso se retiró, el Madrid fichó a Vicente Train y Bagur pasó a convertirse en el tercer portero de la plantilla, sin llegar a disputar un solo minuto en toda la temporada.
A pesar de que su aportación al equipo fue pequeña, puede decirse de pleno derecho que formó parte de uno de los equipos míticos de la historia del fútbol mundial, el Real Madrid de Di Stéfano que obtuvo su quinta Copa de Europa consecutiva en la final de Glasgow de 1960. Bagur fue suplente en aquella final y una conocida anécdota de la misma dice que ante la abultada victoria del Real Madrid en aquel partido (se impuso finalmente por 7:3 al Eintracht de Frankfurt ) pidió en varias ocasiones al entrenador Miguel Muñoz que le sacara a jugar, pero el entrenador madridista no le hizo caso y mantuvo a Domínguez en la portería todo el encuentro. Bagur también engordó su palmarés con la Liga de 1960-61 y la primera Copa Intercontinental de la historia (1960), aunque tampoco jugó en esos torneos.
Bagur también logró inscribir su nombre en la historia del Real Madrid al batir un récord. Bagur debutó el 10 de enero de 1960 con el Real Madrid jugando contra el Valencia CF. Ese día tenía 31 años, 9 meses y 13 días de edad lo que le convirtió curiosamente en el jugador que había debutado con mayor edad en el Real Madrid. Esta marca se mantuvo durante más de 40 años hasta que Fabio Cannavaro la superó ampliamente al fichar por el Real Madrid en 2006 y debutar poco antes de cumplir los 33 años. El portero Jerzy Dudek también la superó al debutar en 2007 con 34 años.
Con los blancos Bagur disputó 4 partidos oficiales, 2 de Liga y 2 de Copa.
En la temporada 1961-62 el jugador tenía todavía contrato en vigor, pero sus posibilidades de jugar eran ya casi nulas, debido a que el Real Madrid había fichado también a su excompañero en la Real Sociedad, Josetxo Araquistán, estando Bagur ya condenado al puesto de cuarto portero. El club le buscó una salida cediéndole al Racing de Santander (entonces llamado Real Santander), cuando la temporada ya se había iniciado. Fue su última campaña en la Primera División española, en la que disputó 4 partidos de Liga con la camiseta racinguista. El equipo acabará perdiendo la categoría y Bagur retirándose a los 34 años de edad.

### Después del fútbol
Bagur retornó a su Ciudadela natal en 1962, donde su familia poseía un negocio de alimentación llamado precisamente Bagur Coll. Residió en la isla de Menorca hasta su fallecimiento en 2013, a los 85 años de edad y tras una larga enfermedad. En los últimos años de su vida fue objeto de homenajes.

## Clubes
| Club           | País   | Año       |
| -------------- | ------ | --------- |
| CD Robur       | España | 1944-1945 |
| At.Ciudadela   | España | 1945-1947 |
| Real Unión     | España | 1947-1948 |
| Real Sociedad  | España | 1948-1959 |
| Real Madrid    | España | 1959-1961 |
| Real Santander | España | 1961-1962 |

## Títulos

### Campeonatos nacionales
| Título        | Club        | País   | Año  |
| ------------- | ----------- | ------ | ---- |
| Liga española | Real Madrid | España | 1961 |

### Copas internacionales
| Título                | Club        | País   | Año  |
| --------------------- | ----------- | ------ | ---- |
| Copa de Europa        | Real Madrid | España | 1960 |
| Copa Intercontinental | Real Madrid | España | 1960 |